# Mîkolaiivka Druha, Novomîkolaiivka
Mîkolaiivka Druha (în ucraineană Миколаївка Друга) este un sat în comuna Pidhirne din raionul Novomîkolaiivka, regiunea Zaporijjea, Ucraina.

## Demografie
Componența lingvistică a localității Mîkolaiivka Druha
     Ucraineană (93,1%)
     Rusă (3,45%)
     Belarusă (1,72%)
Conform recensământului din 2001, majoritatea populației localității Mîkolaiivka Druha era vorbitoare de ucraineană (93,1%), existând în minoritate și vorbitori de rusă (3,45%) și belarusă (1,72%).